# Липлянщина
Липлянщина (укр. Липлянщина) — село на Украине, находится в Народичском районе Житомирской области.
Код КОАТУУ — 1823781602. Население по переписи 2001 года составляет 157 человек. Почтовый индекс — 11433. Телефонный код — 4140. Занимает площадь 0,886 км².

## Адрес местного совета
11432, Житомирская область, Народичский р-н, с. Вязовка